# Ali Gaggl
Alberta „Ali“ Gaggl (* 15. Oktober 1959 in Klagenfurt) ist eine österreichische Jazzsängerin und Komponistin.

## Wirken
Gaggl studierte am Konservatorium der Stadt Klagenfurt Jazz- & Popularmusik bis zum Diplom im Hauptfach Gesang und Nebenfach Klavier (bei Erich Kleinschuster und Harald Neuwirth). Als Vokalistin war sie, zunächst mit der Gruppe Kundalini, bei zahlreichen österreichischen Jazzkonzerten zu hören. Mit Kenny Wheeler und dem Upper Austrian Jazz Orchestra war sie 1995 auf Europa- und Kanada-Tournee; sie ist auf 8 Alben mit dieser Formation zu hören. Mit The minimal t.r.i.o (Uli Scherer, Emil Krištof) tourte sie in Mexiko. Im Jahr 2000 legte sie das Album vocalize als Alberta G vor. Weiterhin wirkte sie an Wolfgang Puschnigs Roots & Fruits mit der Stage Band des Vienna Art Orchestra mit. Als Gesangspädagogin ist sie am Konservatorium in Triest, an der Bruckner-Universität Linz und bei der Sommerakademie im Schloss Viktring tätig.

## Diskographische Hinweise
- Upper Austrian Jazz Orchestra Song-Song oder 7 Musen und 4 Laster (ATS Enterprises 2009, mit Ali Gaggl und Tini Kainrath)
- Karen Asatrian & Armenian Spirit Arahet (Universal Records 2005)
- vocalize (PG Records 2000, mit Wolfgang Puschnig, Uli Scherer, Rudi Melcher, Karl Sayer, Georg Breinschmid, Laurinho Bandeira, Emil Krištof)
- Wolfgang Puschnig Roots & Fruits (Polygram 1997)
- Adriane Muttenthaler & Ali Gaggl: Black Cherries (Gramola 1995)
- Kundalini Grenz-Jazz / Obmejni-Jazz (Extraplatte 1988, mit Pauli Tatschl, Luka Antičevič, Emil Krištof)

## Lexikalische Einträge
Ali Gaggl. In: Oesterreichisches Musiklexikon. Online-Ausgabe, Wien 2002 ff., ISBN 3-7001-3077-5; Druckausgabe: Band 2, Verlag der Österreichischen Akademie der Wissenschaften, Wien 2003, ISBN 3-7001-3044-9.